# زنبق بدبو
زنبق بدبو (نام علمی: Rafflesia arnoldii) از گونهٔ رافلزیا و به عنوان بزرگترین گل در جهان شناخته می‌شود. این گل در سال ۱۸۱۸ میلادی برای نخستین مرتبه در جزیره سوماترا کشف شد. قطر این گل به حداکثر ۱/۵ متر و وزن آن به ۱۰ کیلوگرم می‌رسد.عمر این گل پنج الی هفت روز و رنگ آن قرمز یا نارنجی تیره است. این گل دارای بوی بسیار ناخوشایندی است که باعث جلب مگس‌ها به سوی آن می‌شود و به این ترتیب عمل گرده افشانی به وسیله مگس‌ها انجام می‌گیرد. میزان تعفن بوی این گل به اندازه‌ای است که لقب گل جسد را برای آن به ارمغان آورده‌است. این گیاه نوعی گیاه انگل است و گل‌های این گیاه خود را به درختان مو می‌چسبانند و از آن‌ها تغذیه می‌کنند. این گیاه هیچ برگی ندارد.
زنبق بدبو به عنوان یکی از ۳ گل ملی کشور اندونزی محسوب می‌گردد. ۲ مورد دیگر به ترتیب عبارت هستند از ارکیده ماه و یاس رازقی ظاهر این گل پیش از تولید مثل شبیه کلم برگ است و در سراسر جنگل‌های بورنئو و سوماترا رشد می‌کند. پس از ۹ ماه زمان تولید مثل بوی گوشت فاسد پخش می‌کند که حشرات را به خودش جذب می‌کند. این رفتار مشابه کون‌نیاکو است. زنبق بدبو در سال ۱۹۹۳ و با حکم شرعی ریاست جمهوری اندونزی به عنوان گل نادر ملی شناخته شد.

## نگارخانه

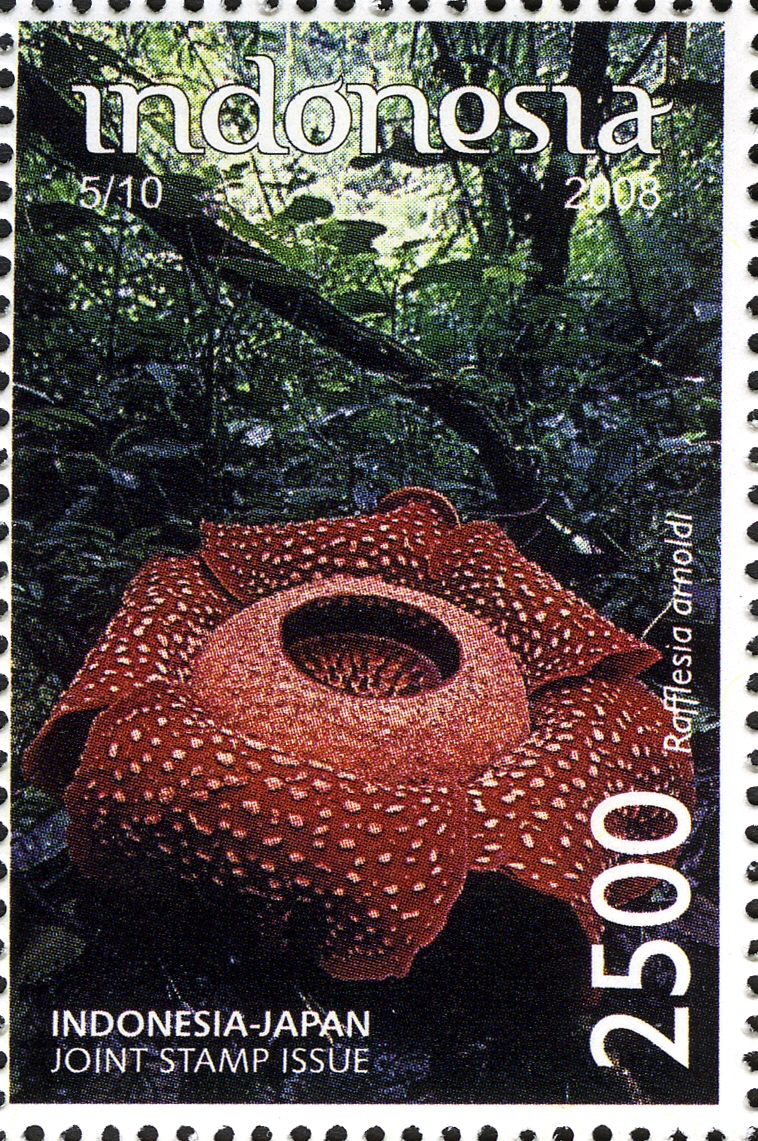
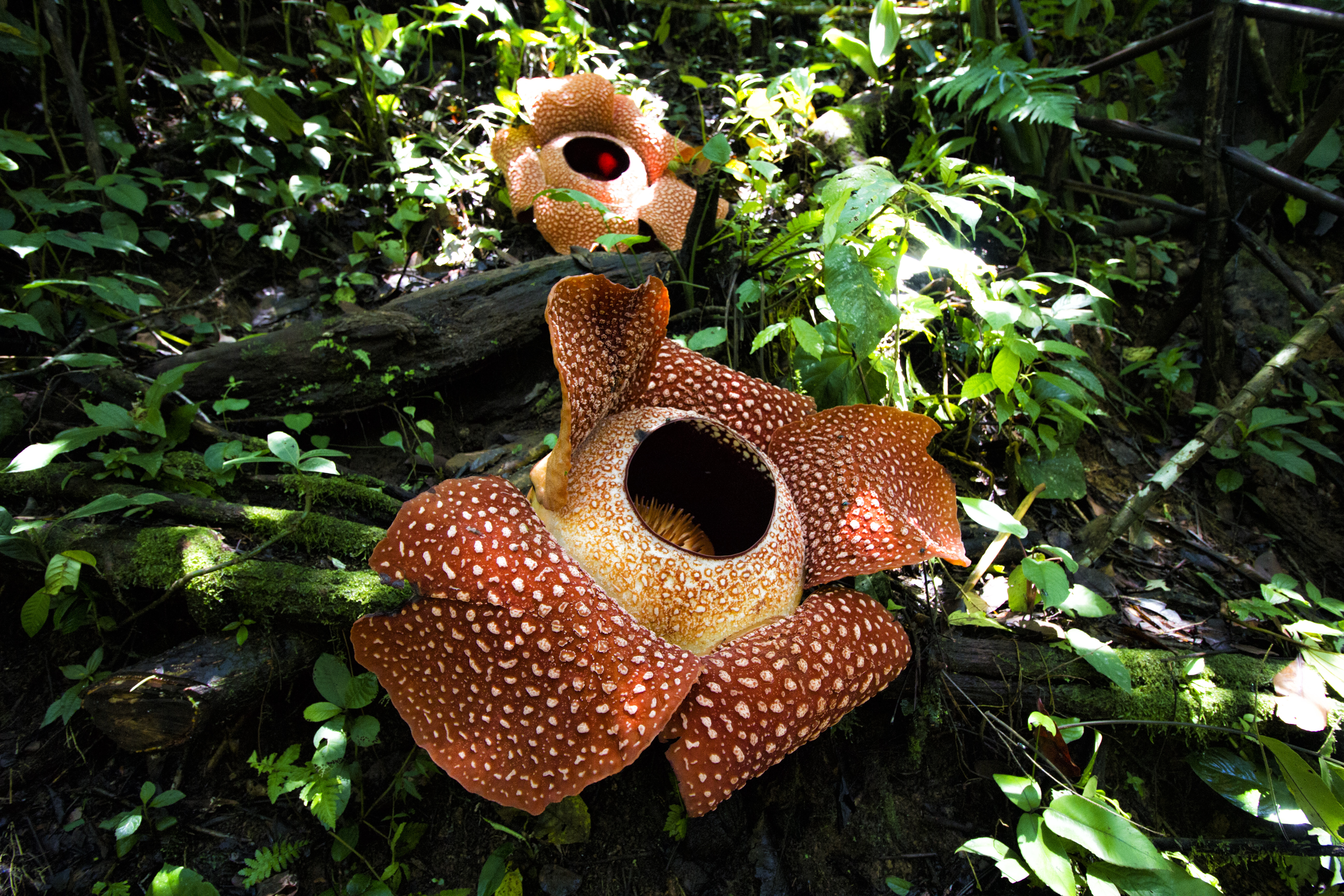
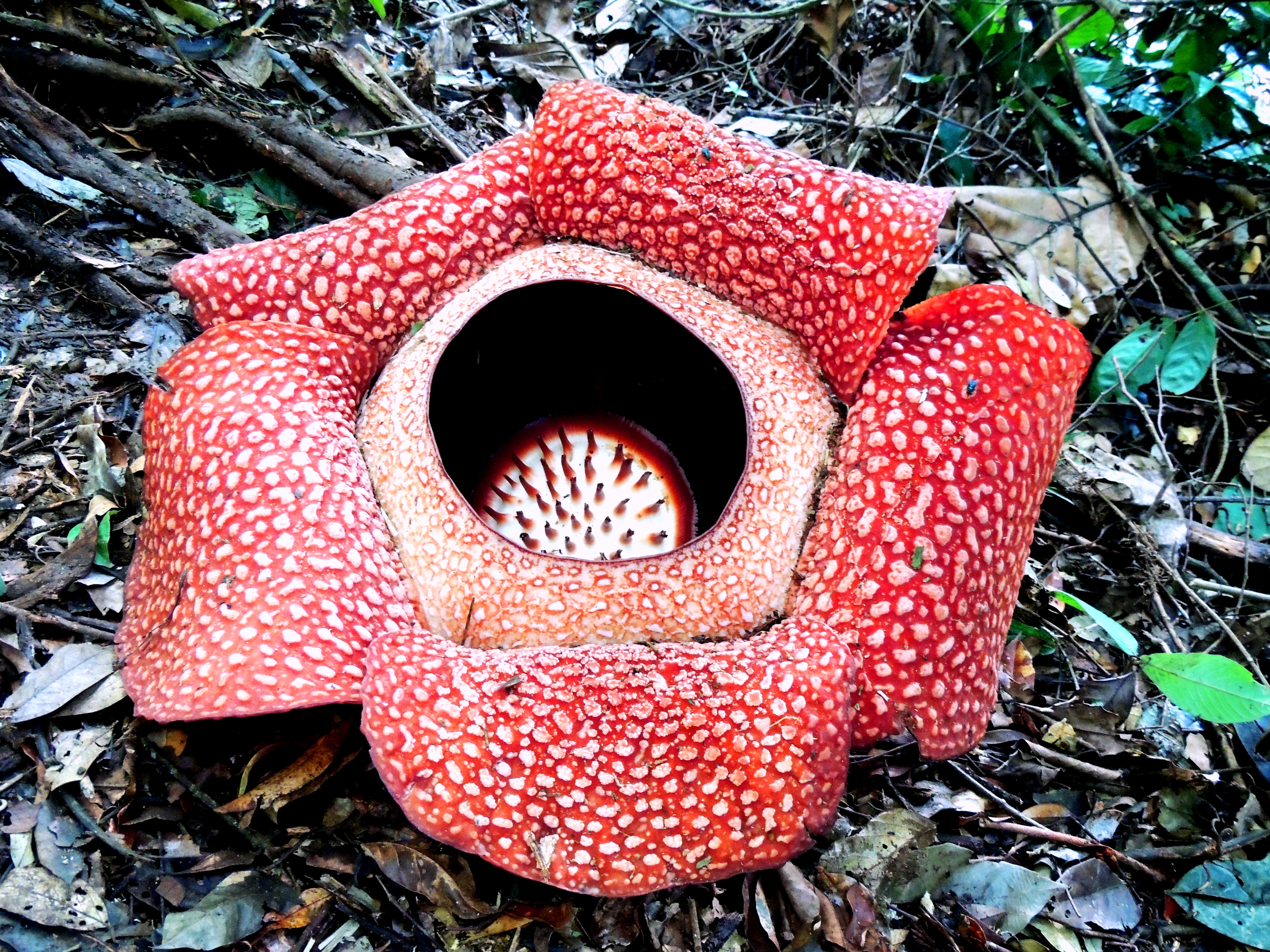
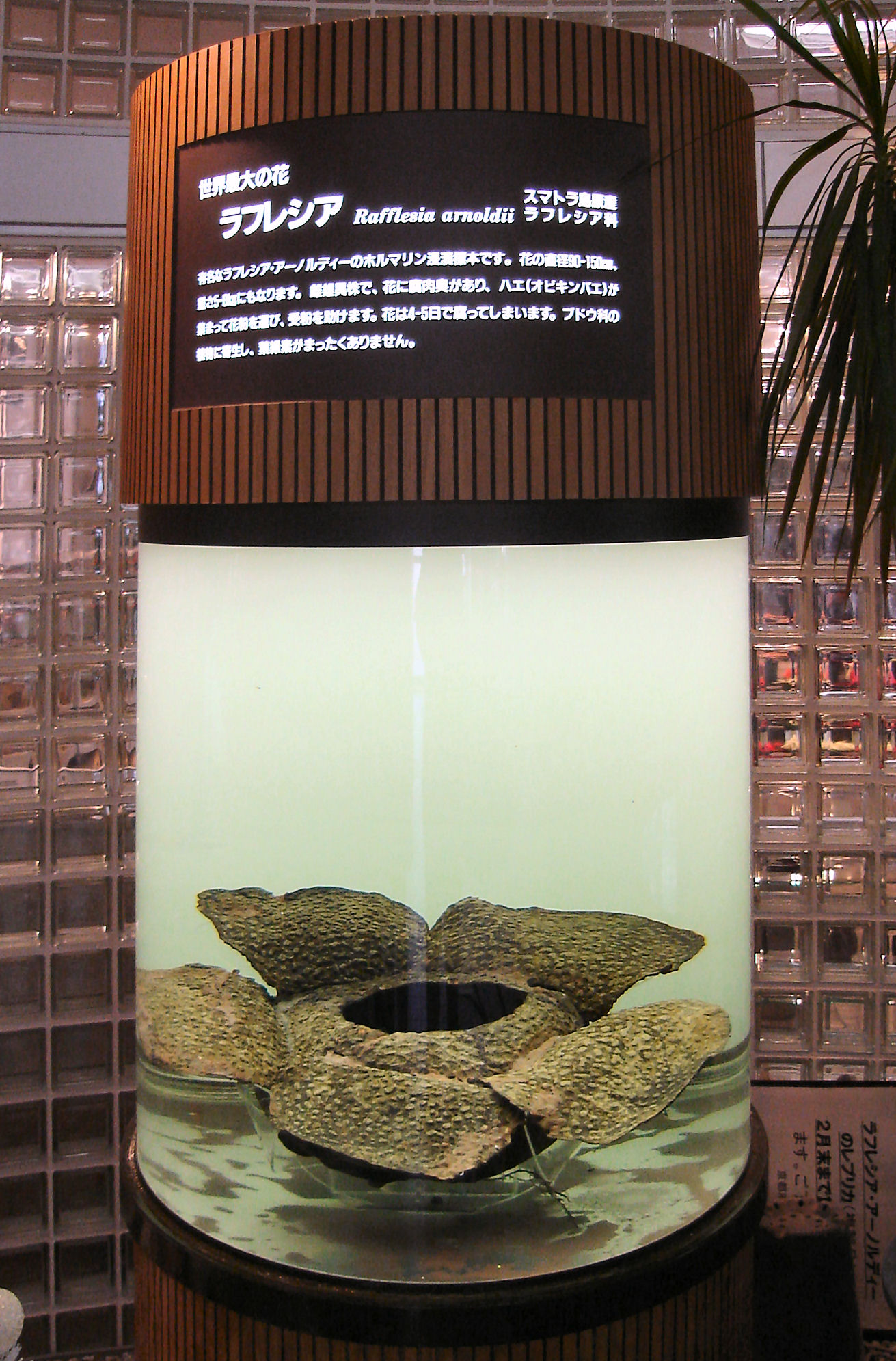
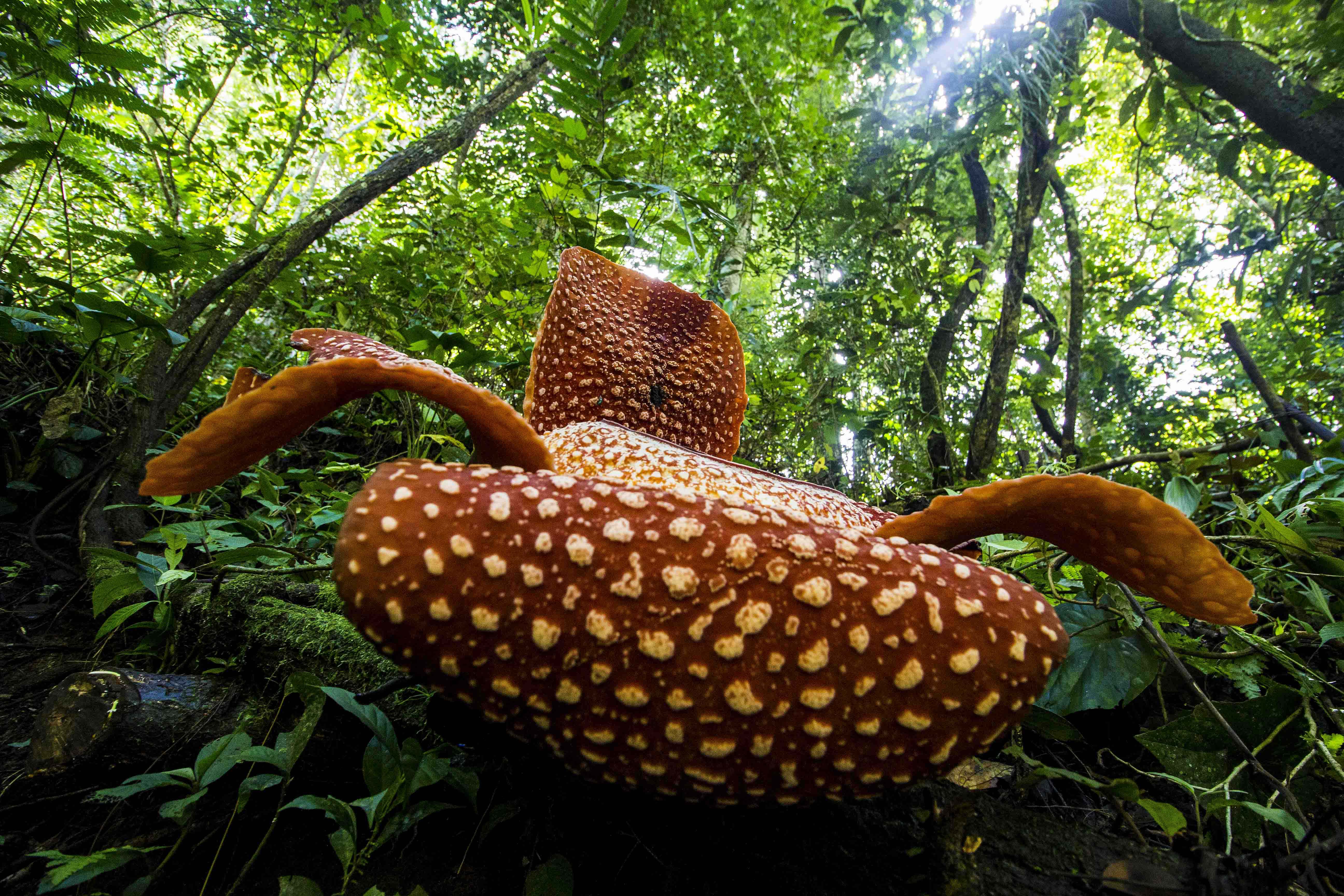
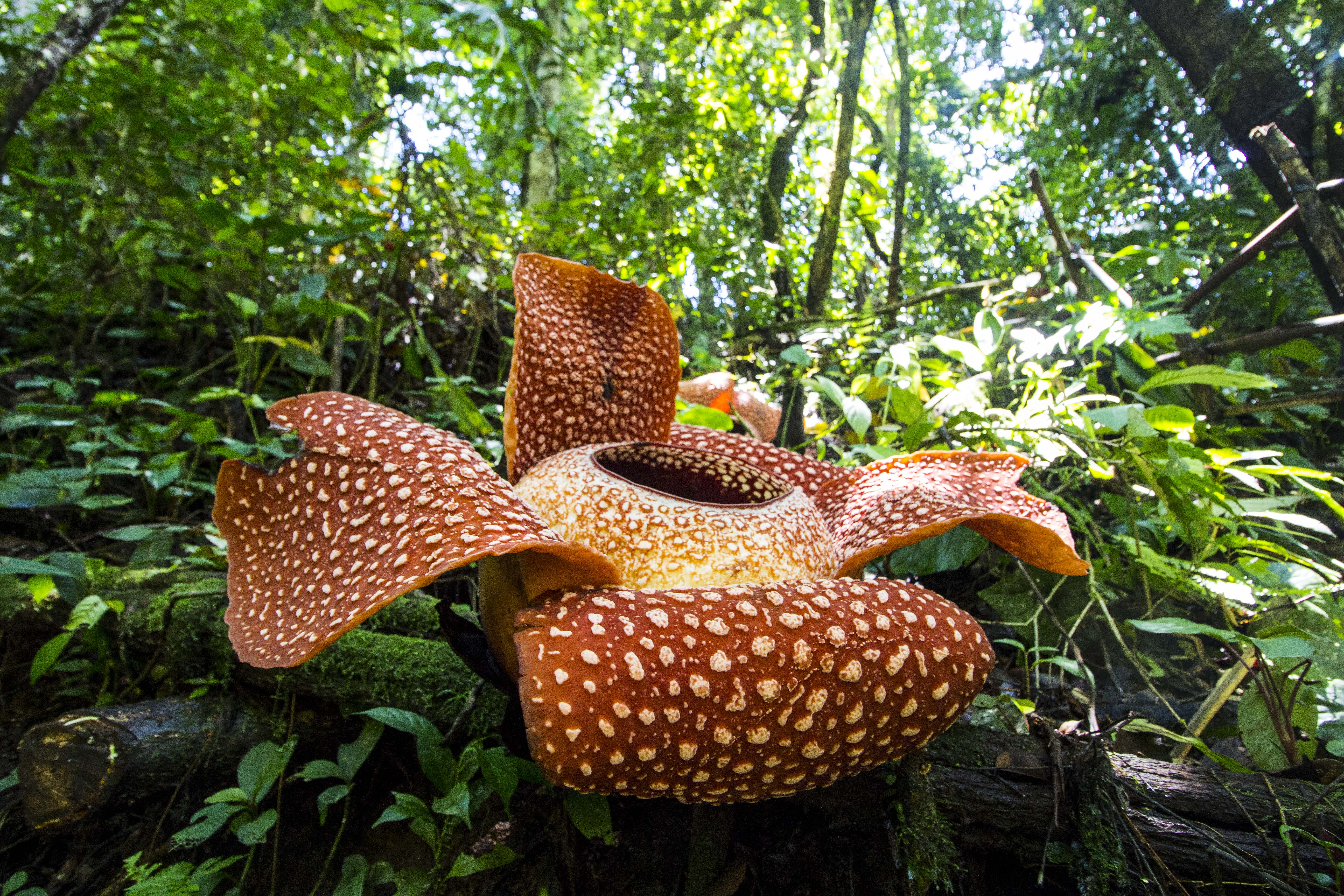
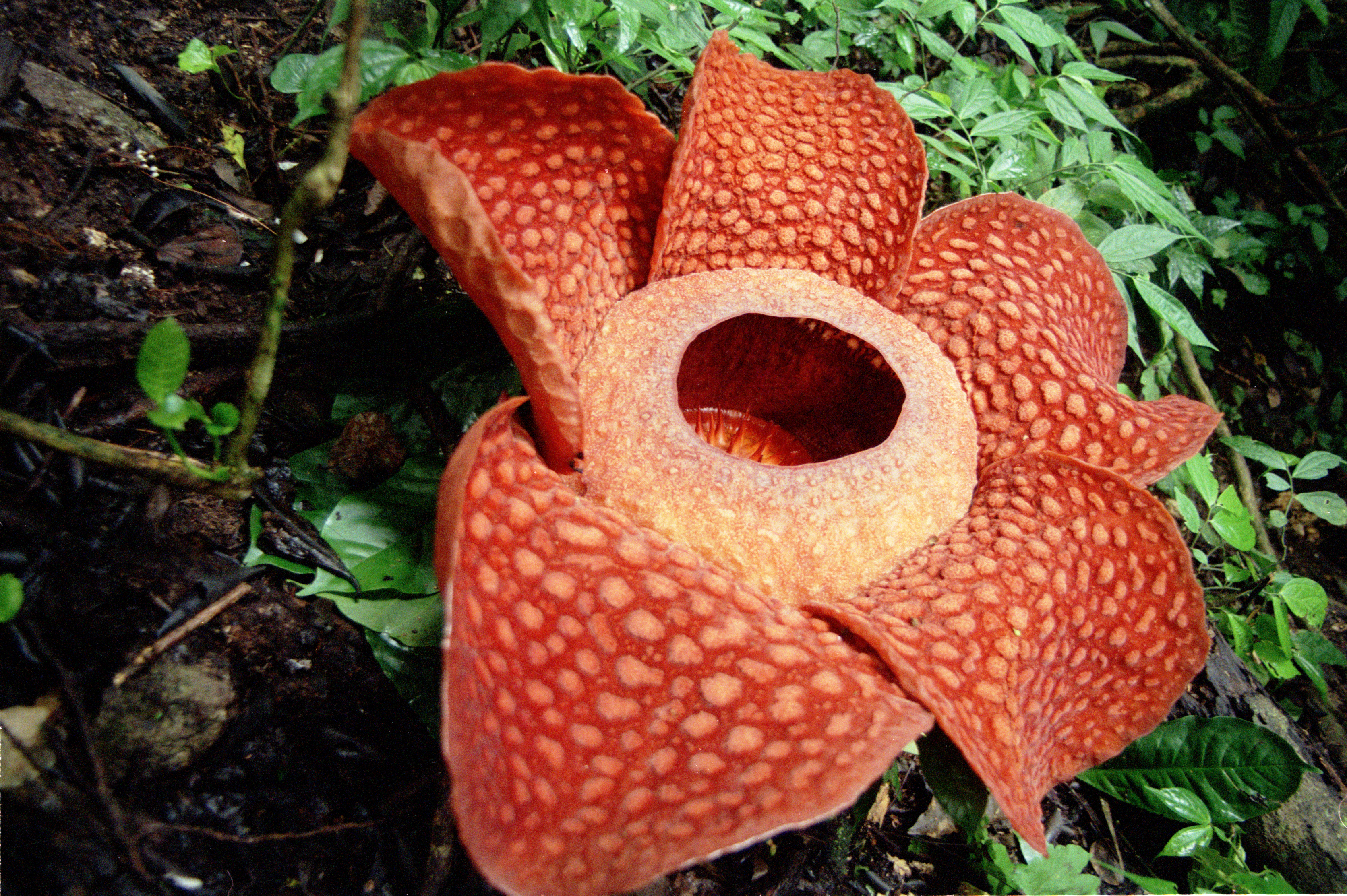
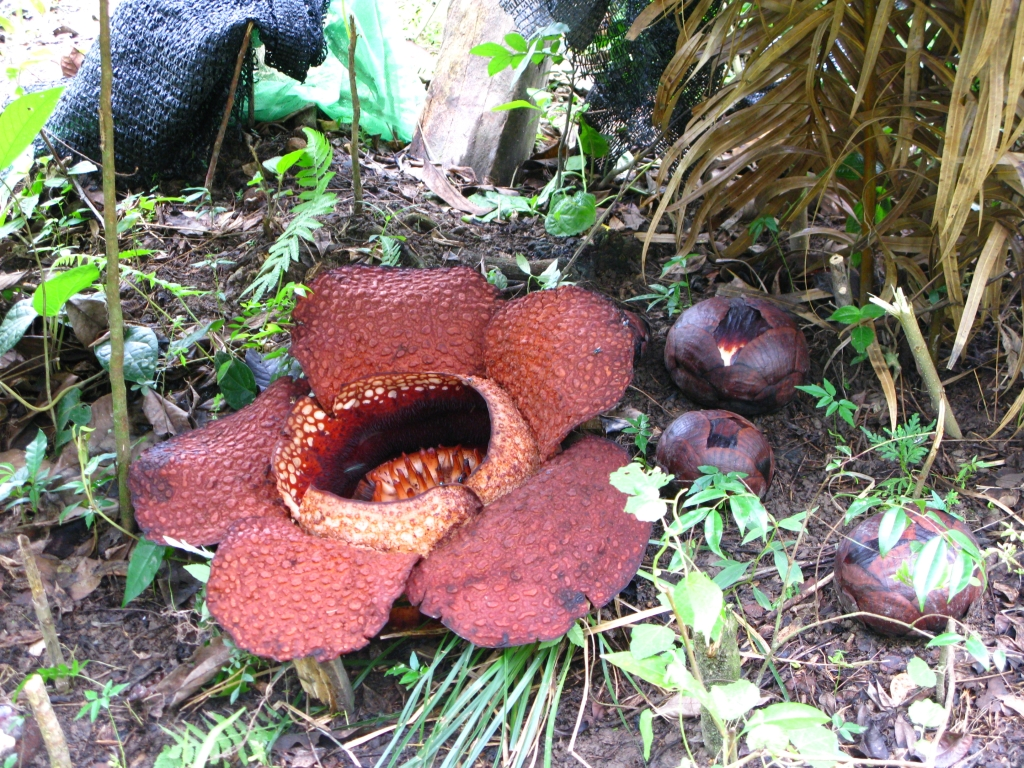
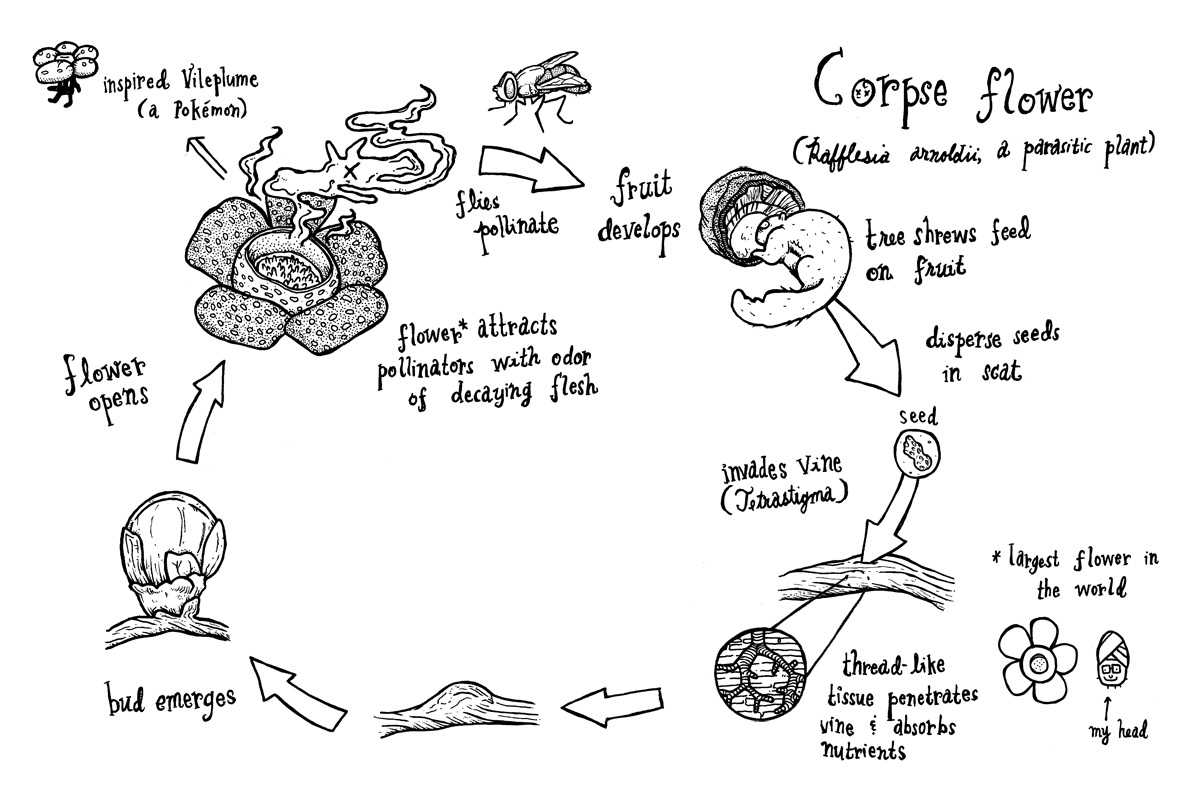